# Rüdiger Klein
Rüdiger Klein (* 24. März 1958 in Nickenich) ist Direktor der Abteilung „Moleküle - Signale - Entwicklung“ am Max-Planck-Institut für biologische Intelligenz.

## Leben und Wirken
Klein studierte ab 1977 Biologie an den Universitäten in Marburg und Tübingen und am Juniata College (USA), 1987 wurde er an der Universität Tübingen promoviert. Als Postdoktorand arbeitete er am Frederick Cancer Research and Development Center (USA) und am Bristol-Myers Squibb Pharmaceutical Research Institute (USA). Anschließend leitete er ab 1993 eine Nachwuchsgruppe am European Molecular Biology Laboratory (EMBL) in Heidelberg, bevor er 2001 zum wissenschaftlichen Mitglied und Direktor am Max-Planck-Institut für Neurobiologie berufen wurde. Das Institut hat sich Anfang 2022 mit dem Max-Planck-Institut für Ornithologie zum neuen Max-Planck-Institut für biologische Intelligenz zusammengeschlossen.
Rüdiger Kleins Arbeiten beschäftigen sich mit den molekularen Mechanismen, die den Informationsaustausch zwischen Nervenzellen ermöglichen.
Rüdiger Klein gelang als Nachwuchswissenschaftler die Entdeckung der Rezeptoren (TRK) bestimmter Nervenwachstumsfaktoren (NGF). (Klein et al., Cell 1991a,b) Ferner erbrachte er den Nachweis, dass bestimmte Botenstoffe (Ephrine) die Axone von Nervenzellen durch Abstoßung lenken. (Henkemeyer et al., Cell 1996; Orioli et al.,  EMBO Journal 1996; Brückner et al., Science 1997) Er machte die Entdeckung, dass Ephrine nicht nur die Entwicklung des Nervensystems, sondern auch der Lymphgefäße und Blutgefäße regulieren. (Adams et al., Genes Dev. 1999; Mäkinen et al. Genes Dev. 2005)
2005 erhielt er den Familie-Hansen-Preis, 2006 wurde er zum Honorarprofessor der Ludwig-Maximilians-Universität München ernannt.